# Szopena-Wielka Skotnica
Szopena-Wielka Skotnica (również pod nazwą Chopina-Wielka Skotnica) – dzielnica Mysłowic, znajdująca się w północnej części miasta.
Na terenie dzielnicy znajdują się głównie bloki mieszkalne oraz w zachodniej części dzielnicy – domy jednorodzinne.
Dzielnica zaliczana do śródmieścia.
Jest najmniejszą pod względem powierzchni dzielnicą Mysłowic i zarazem najgęściej zaludnioną.

## Granice

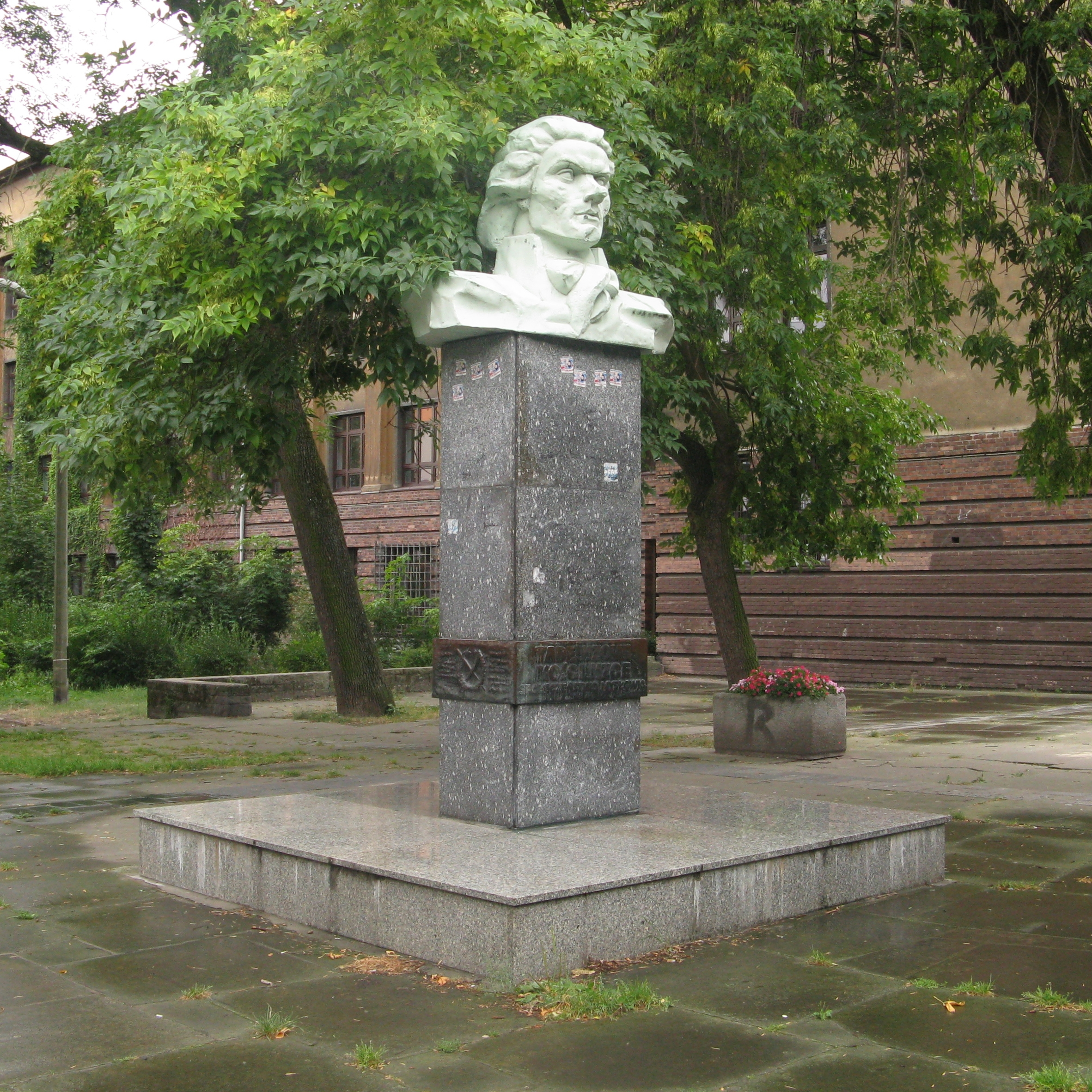
Pomnik Tadeusza Kościuszki przy ul. Adama Mickiewicza (2018)

Graniczy z sześcioma dzielnicami. Są to: Piasek, Bończyk-Tuwima, Janów Miejski-Ćmok, Stare Miasto oraz Brzęczkowice i Słupna. Granice dzielnicy przebiegają przez osiedla mieszkaniowe przy ulicy Wielka Skotnica, dalej biegną ulicą Janowską do Mikołowskiej. Południową granicę wyznacza teren Kopalni Węgla Kamiennego Mysłowice, a wschodnią ulica Oświęcimska i Katowicka. Szopena-Wielka Skotnica obejmuje budynki znajdujące się przy ulicach (od północy): Wielka Skotnica, Stycznia, Bohaterów Getta, E. Plater, J. Sowińskiego, S. Okrzei, P. Stalmacha, Armii Krajowej, Działkowa, Gruntowa, S. Moniuszki, F. Chopina, Janowska (od strony wschodniej), J. I. Kraszewskiego, G. Fitelberga, F. Nowowiejskiego, L. Różyckiego, G. Morcinka, W. Reymonta, Kwiatowa, S. Wyspiańskiego, J. Lompy, Wojska Polskiego, Katowicka (od strony zachodniej), Oświęcimska (od strony zachodniej), Szpitalna, A. Mickiewicza, B. Prusa, J. Wysockiego, Górnicza, K. Miarki, Robotnicza i Słupecka.

## Instytucje miejskie

### Szkoły
- Szkoła podstawowa nr 1 im. Marii Skłodowskiej-Curie, ul. Wielka Skotnica 2
- Żłobek Miejski, ul. Władysława Reymonta 11
- Przedszkole nr 5, ul. Armii Krajowej 28
- Przedszkole nr 9, ul. Fryderyka Chopina 21
- Szkoła Podstawowa nr 9 im. Bernarda Świerczyny, ul. Armii Krajowej 30[7][8]
- Szkoła Podstawowa nr 7 z Oddziałami Dwujęzycznymi im. Kornela Makuszyńskiego, ul. Górnicza 4[9] (d. Gimnazjum nr 2 im. Noblistów Polskich[10])[11]
- I Liceum Ogólnokształcące im. Tadeusza Kościuszki, ul. Adama Mickiewicza 6
- II Liceum Ogólnokształcące im. Powstańców Śląskich, ul. Mikołowska 5
- Zespół Szkół Ponadgimnazjalnych nr 1 im. gen. Jerzego Ziętka, ul. Mikołowska 44

### Instytucje państwowe
- Szpital Miejski nr 1 im. św. Karola Boromeusza, ul. Mikołowska 1
- Urząd Skarbowy w Mysłowicach, ul. Adama Mickiewicza 4
- Filia biblioteczna nr 11, ul. Mikołowska 40
- Powiatowy Urząd Pracy, ul. Mikołowska 4a
- Miejski Rzecznik Konsumentów, ul. Mikołowska 4a
- Centrum Kształcenia Praktycznego, ul. Mikołowska 44a
- Filia Mysłowickiego Ośrodka Kultury, ul. Janowska 2
- Mysłowickie Centrum Zdrowia, ul. Mikołowska 1

## Przyroda

### Flora
Na terenach Śródmieścia występują tylko pojedyncze okazy drzew. Są to zazwyczaj świerki, jodły, kasztanowce, dęby, akacje, brzozy, lipy oraz klony. Jest to skutkiem długiego okresu wykorzystywania gospodarczego tej części miasta.

### Fauna
Zwierzęta, które występują na tym obszarze są determinowane przez działalność człowieka. Tworzą je głównie zwierzęta o szerokiej amplitudzie ekologicznej, a zwłaszcza te które zaadaptowały się do życia w sąsiedztwie człowieka. Są to głównie ptaki: gołębie, wróble domowe oraz sikorki.